# The Book of Life
The Book of Life (Nederlands: Manolo's magische reis) is een Amerikaanse animatiefilm uit 2014, geregisseerd door Jorge Gutierrez. De film wordt geproduceerd door Reel FX Creative Studios in samenwerking met 20th Century Fox Animation. 

## Verhaal
De film volgt Manolo, een jongeman die de verwachtingen van zijn familie wil waarmaken, maar ook zijn eigen hart wil volgen. Voordat hij een pad kiest, dat hij wil volgen, gaat hij op een grote reis door drie werelden waar hij zijn grootste angsten moet zien te overwinnen.

## Stemverdeling
| Personage    | Engelse stem        | Nederlandse stem    | Vlaamse stem            |
| ------------ | ------------------- | ------------------- | ----------------------- |
| Manolo       | Diego Luna          | Jim Bakkum          | Jelle Cleymans          |
| Maria        | Zoë Saldana         | Carolina Dijkhuizen | Charlotte Vandermeersch |
| Joaquin      | Channing Tatum      | Max van den Burg    | Mathijs Scheepers       |
| Mary Beth    | Christina Applegate | ...                 | ...                     |
| Xibalba      | Ron Perlman         | Just Meijer         | Manou Kersting          |
| Candle Maker | Ice Cube            | Murth Mossel        | Nico Sturm              |